# 8997 Davidblewett
8997 Davidblewett è un asteroide della fascia principale. Scoperto nel 1981, presenta un'orbita caratterizzata da un semiasse maggiore pari a 2,5834028 UA e da un'eccentricità di 0,1337750, inclinata di 4,24867° rispetto all'eclittica.